# Ульріка Паш
Ульріка Паш (швед. Ulrika Fredrika Pasch; 10 липня 1735, Стокгольм — 2 квітня 1796, Стокгольм) — шведська художниця, портретистка і мініатюристка, перша жінка-член Шведської королівської академії вільних мистецтв.

## Біографія
Ульріка Паш народилася в сім'ї відомого шведського художника-портретиста Лоренца Паша Старшого (1702—1766). Її старший брат — художник Лоренц Паша Молодший (1733—1802). Дядько Ульріки — Йохан Паша, був придворним художником (1706—1769). Її дідусь, живописець Данкварт Паша (нар. 1727), емігрував у Швецію з Любека. Після смерті її дідуся в 1727 році, сімейною студією управляла її бабуся по батьківській лінії Джудіт Ларсдоттер, поки це не було прийнято її дядьком по батьківській лінії, Йоханом Оремо, у 1734. Її кузина, Маргарета Штафхелль, була художником гравірування на міді.
З дитинства Ульріка любила малювати і мала до цього хист. Як і її брат Лоренц, навчалася у свого батька. У 1750-х роках, коли брат навчався за кордоном, кар'єра батька різко погіршала, і Ульріка була вимушена працювати економкою у будинку родича-вдівця. Той звернув увагу на талант 15-річної дівчини та дав їй можливість удосконалювати свої вміння. У результаті вона вже через шість років стала професійним портретистом і змогла матеріально допомагати батьку і молодшій сестрі, яка народилася в 1744 році.

### Палітра художника
Від 1756 вона стала професійною художницею. Після смерті батька в 1766 році Ульріка, забрала до себе сестру і відкрила власну студію. До часу повернення брата в Стокгольм в 1766 році вона вже більше десяти років була професійним художником і її престиж як портретистки був високий. До Ульріки поступали замовлення як від представників заможного середнього класу, так і від аристократів.
Ульріка часто працювала з братом, з яким ділила одну студію, допомагала йому із зображенням деяких деталей його портретів, драпіровок, тканин і костюмів. Майстерність Ульріки цінувалася вище, ніж брата.
Після створення в 1773 Королівській Академії вільних мистецтв вона стала першою жінкою, обраною в число академіків. У Академію вона була прийнята в один день з братом Лоренцом.

## Досягнення
1773 — Ульріка Паш обрана академіком Академії вільних мистецтв.